# معاداة النورماندية

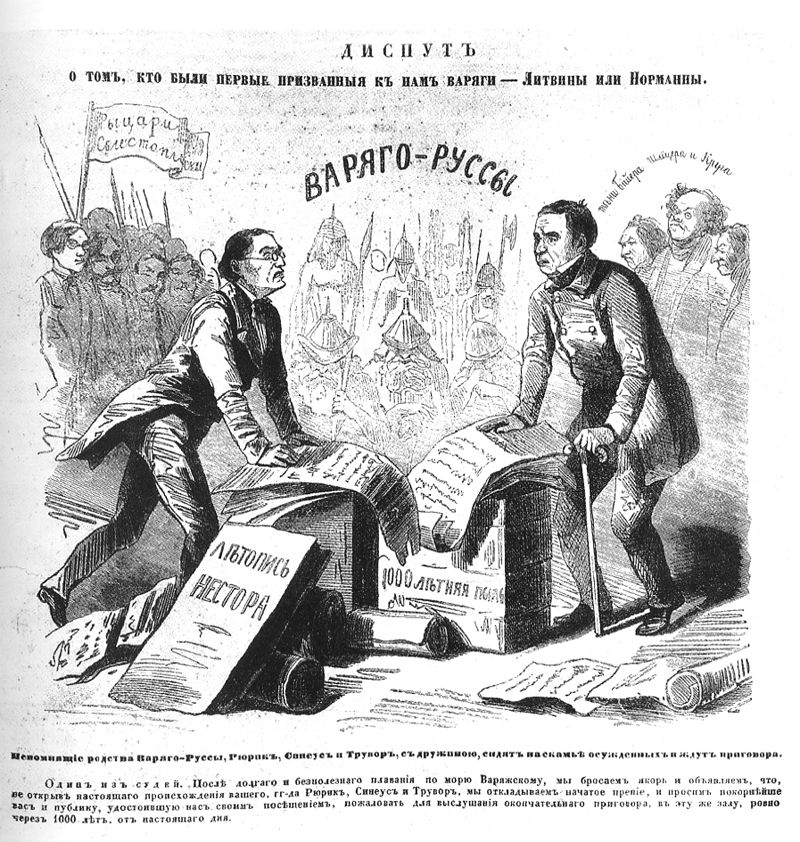
النورماندية ومعاداة النورماندية، الخلاف بين كرامزين وبوغودين

تُشير النظرية المضادة للنورماندية إلى اتجاه تعديلي تاريخي معارِض للسردية السائدة عن عصر الفايكنج في أوروبا الشرقية، وتتعلق بأصل روسيا، وأوكرانيا، وبيلاروسيا وسلفهم التاريخي، دولة كييف روس. يدور الخلاف بخصوص شعب الروس، والذي يُعتبر عمومًا من أصل إسكندنافي هاجر إلى أوروبا الشرقية في القرنين الثامن والتاسع، إنما اندمج في القرنين العاشر والحادي عشر مع الشعوب الفينية-الأوغرية، وشعوب البلطيق، والسلاف الشرقيين، وشكّل جميع أولئك دولة كييف روس مع اعتماد السلافية الشرقية القديمة لغةً مشتركة، واسم الروس باعتباره مؤشرًا مشتركًا للهوية.
يُعتبر أصل دولة كييف روس من المواضيع المثيرة للجدل الحاد، وترتبط بأهميتها المتصوَّرة لإضفاء الشرعية على بناء الأمة، والإمبراطورية، وحركات الاستقلال ضمن العالم الناطق باللغة السلافية، ومنْح الشرعية لمختلف العلاقات السياسية بين دول أوروبا الشرقية والغربية. يُذكر الفايكنج الذين غامروا بدخول الممرات المائية لأوروبا الشرقية بشكل رئيسي في تاريخ دول البلطيق، والدول الاسكندنافية، وبولندا، والإمبراطورية البيزنطية. ويتبوّأ أولئك الفايكنج أهمية خاصة في التأريخ والتاريخ الثقافي لكل مِن روسيا، وبيلاروسيا، وأوكرانيا، كما أنّهم يُذكَرون في تاريخ بولندا. بالرغم من ذلك، ينشب الخلاف بخصوص واحدة من تصوّرين: إذا كان تطور دولة كييف روس قد تأثر بالمهاجرين الفايكنج من غير السلافيين (وتُدعى هذه الفكرة «النظرية النورماندية»)، أو إذا كان ظهور شعب كييف روس قد حصل حصرًا عبر التطور السياسي للسكان الأصليين من السلافيين (وتُعرف هذه الفكرة باسم «النظرية المضادة للنورماندية»). وإضافةً إلى هذه الدوافع الأيديولوجية، تُذكر ندرة الأدلة المعاصرة لظهور دولة كييف روس، والتنوع الإثني الكبير، والحالة المعقدة للمنطقة الشاسعة التي نشط فيها الشماليون أولئك.

## التصوّر السائد
في اللغة الإنجليزية، عادةً ما يُشير مصطلح «النورماندي» إلى العائلة الحاكمة ذات الأصول الإسكندنافية في منطقة نورماندي بفرنسا في القرن العاشر فما بعد، وسلالتهم في أماكن أخرى في أوروبا الغربية؛ أما في سياق شعب الروس، فإن «النورماندية» هي الفكرة القائلة إن أصول شعب الروس تعود إلى النورمانديين (كما إلى «الشماليين»). ويُذكر أن مصطلح «النظرية النورماندية» يشمل مجموعة متنوعة من الآراء، والتي لم يتبنّ جمعَيها الباحثون الرئيسيون (وبعض هذه الآراء إنما هي في الواقع اتهاماتٌ بغالبها يوجّهها المعارضون للنظرية النورماندية لآراء «متبنّي النظرية النورماندية»). ومع ذلك، ثبت وجود ارتباط وثيق بين شعب الروس والدول الاسكندنافية بفضل الأدلة الأثرية على الاستيطان الاسكندنافي الواسع في روسيا والتأثيرات السلافية الموجودة في اللغة السويدية.

### الآراء البحثية المبكرة
بدأت الدراسات الحديثة عن شعب الروس في العام 1725، بعدما دُعي المؤرخ الألماني جيرهارد مولر (1705 – 1783) للعمل في الأكاديمية الروسية للعلوم. قدّم مولر بياناتٍ ذكرها سلفه ثيوفيلوس غوتليب سيغفريد باير في الأبحاث التالية «عن الفارانجيين» 1729، و«الأصول الروسية» 1736، وعن السجلّ الأساسي الروسي، الذي كُتب في القرن الثاني عشر ويغطي السنوات 852 حتى 1110. في بداية خطاب مهم في العام 1749، نُشر لاحقًا بعنوان «أصول شعب واسم الروس»، ذكر مولر بأن أسرة روريك تنحدر من الفارانجيين الإسكندنافيين إثنيًا، وأن اسم «روسيا» جاء من الإسكندنافية القديمة. أثار هذا التصريح ضجة كبيرة عند جمهوره الروسي لدرجةٍ منعته من مواصلة عرضه، وأسفرت مناشداتٌ إلى رئيس الأكاديمية والإمبراطورة عن تشكيل لجنة لتحديد ما إذا كان بحثه «يُلحق الضرر بمصالح ومجد الإمبراطورية الروسية». أمام اللجنة، أدى النقد الحادّ من لومونوسوف وكراشينينيكوف ومؤرخين روس آخرين إلى إجبار مولر على تعليق أبحاثه في تلك القضية حتى وفاة لومونوسوف. وفي القرن العشرين، ساد اعتقادٌ مفاده أن الكثير من أبحاث مولر قد أُتلفت، إنما تنفي الأبحاث الحديثة أن هذا ما حصل: فقد تمكّن مولر من إعادة صياغة أبحاثه وطباعتها بعنوان الأصول الروسية في العام 1768.
على الرغم من ردة الفعل السلبية عليها في منتصف القرن الثامن عشر، فمع نهاية القرن، حظيت آراء مولر بالإجماع في التأريخ الروسي، وبقيت كذلك بغالبها خلال القرن التاسع عشر وأوائل القرن العشرين. ومن بين المؤرخين الروس الذين أقرّوا هذه السردية التاريخية كان نيكولاي ميخائيلوفيتش كرامزين (1766 – 1826) وتلميذه ميخائيل بوغودين (1800 – 1875)، واللذين منحا مصداقيةً للمزاعم الواردة في السجل الأساسي الروسي بأن الفارانجيين تلقّوا دعوةً من السلاف الشرقيين ليحكموهم ويعيدوا فرض الأمن.
بطبيعة الحال، حملت النظرية مضامين سياسية. بالنسبة للبعض، اتفقت النظرية مع فكرة قبول الطابع متعدد الإثنيات للإمبراطورية الروسية والاحتفاء به. ومع هذا، فقد اتسقت النظرية كذلك مع النظرية العنصرية المنتشرة في ذلك الزمان والقائلة إن الجرمانيين (وسلالتهم) كانوا أنسب فطريًا لأمور الحكم، بينما لم يكن السلاف كذلك. وحسب ما ذكره كرامزين، شكلت الهجرة الإسكندنافية أساسًا ومبررًا للاستبداد الروسي (على عكس الفوضى في فترة ما قبل سلالة روريك)، ووظّف بوغودين النظرية لإثبات وجهة نظره بأن روسيا كانت بمنأى عن الاضطرابات الاجتماعية والثورات، لأن الدولة الروسية نشأت نتيجة لمعاهدة طوعية بين شعب نوفغورود والحكام الفارانجيين.

### ظهور الإجماع العلمي الغربي
خلال السجالات التاريخية في القرن العشرين، ظهرت تفاصيل الدليل الرئيسي للرأي السائد بأن المهاجرين الإسكندنافيين أدّوا دورًا بارزًا في تشكيل دولة كييف روس على النحو التالي:
- بغضّ النظر عن الآراء الأخرى، يمكن بسهولة تفسير اسم روس على أنه جاء من اللغة الإسكندنافية القديمة.[23][24]
- الأسماء الشخصية لأوائل القادة من شعب الروس هي أسماءٌ من اللغة الإسكندنافية القديمة اشتقاقيًا، ابتداءً من روريك (من اسم رودريك في الإسكندنافية القديمة)، وصولًا إلى أولغا أميرة كييف (من اسم هيلغا في اللغة الإسكندنافية القديمة). (واعتبارًا من ابن أولغا سفياتوسلاف الأول فما بعد، انتشرت الأسماء السلافية).[25]
- قائمة الشلالات في نهر دنيبر والتي أدرجها قسطنطين السابع في كتابه من إدارة الإمبراطورية على أنها من لغة الروس، يمكن ببساطة ردّ أصول أسمائها إلى اللغة النوردية القديمة.[25][26]
- تذكر حوليات سانت بيرتين عن الروس للعام 839 أنهم قدّموا أنفسهم بوصفهم سويديين.[27][28][29]
- يذكر التأريخ الآيسلندي للقرن الثالث عشر وجود روابط وثيقة بين حكام القرن الحادي عشر لسلالات شعب الروس والإسكندنافية في إنجلترا والنرويج.[25]

في القرن الواحد والعشرين، أشارت التحليلات للأدلة الأثرية ذات النطاق المتزايد سريعًا إلى أن المدافن من القرن التاسع حتى القرن العاشر لعلية القوم من الرجال والنساء في المنطقة القريبة من أعالي نهر الفولغا تُثبت وجود ثقافة مادية تتفق بصورة كبيرة مع ثقافة الدول الاسكندنافية (مع أن هذا لم يكن الحال في المناطق البعيدة عن مجرى النهر أو الواقعة قريبًا من مصب النهر). وقد اعتُبرت هذه أدلة إضافية على الطابع الإسكندنافي لنخبة شعب الروس.